# Mörtmyrtjärnen (Arvidsjaurs socken, Lappland)
Mörtmyrtjärnen är en sjö i Arvidsjaurs kommun i Lappland och ingår i Skellefteälvens huvudavrinningsområde.